# 郜姓
郜姓為中文姓氏之一，在《百家姓》中排名第261位。現代是極為罕見的姓氏。

## 延伸阅读
[在维基数据编辑]
 《百家姓》
 《欽定古今圖書集成·明倫彙編·氏族典·郜姓部》，出自陈梦雷《古今圖書集成》